# Ligne 4 du métro de Séoul
Pour les articles homonymes, voir Ligne 4.
La ligne 4 du métro de Séoul est une ligne du réseau du métro de Séoul ouverte en 1985 puis prolongée dans les années 1990 et en 2022. Longue de 85,8 km, elle débute au nord-est de Séoul qu'elle traverse, puis elle dessert le sud-ouest de la ville.
La ligne au sens strict ne désigne que la section entre la station Danggogae (station numéro 409) et Namtaeryeong (station numéro 434). Le reste des stations liées à cette ligne appartiennent en fait aux lignes de Gwacheon et d'Ansan qui ont été interconnectées à celle-ci pour créer la ligne 4 du métro métropolitain (수도권 전철 4호선). Les trains qui y circulent continuent donc leur route tout le long du trajet. Elle relie le nord-est et le sud-ouest de la capitale sud-coréenne, en desservant notamment le quartier Myeongdong et la gare de Séoul. Elle permet aussi d'atteindre d'autres villes comme Namyangju-si au nord et Gwacheon-si, Anyang-si, Gunpo-si, Ansan-si et Siheung-si au sud-ouest dans la province Gyeonggi-do.

## Situation sur le réseau

Plan du réseau du métro de Séoul (2023)

## Historique

### Chronologie
- 20 avril 1985 ouverture 11,8 km de Sanggye à Université de Hansung[1],
- 18 octobre 1985 ouverture 16,4 km de Université de Hansung à Sadang[1],
- 21 avril 1993 ouverture 1,2 km de Sanggye à Danggogae[1],
- 1er avril 1994 ouverture 2,2 km de Sadang à Namtaeryeong[1],
- 19 mars 2022 ouverture 14,2 km de Danggogae à Jinjeop[2].

### Histoire
La ligne 4 est mise en chantier en 1980. Elle est inaugurée en deux phases. Une première partie, de la station Sanggye à celle de l'Université de Hansung est ouverte le 20 avril 1985. La deuxième section, de la station de Université de Hansung à celle de Sadang, est inauguré le 18 octobre 1985, ce qui marque l'ouverture officielle de la ligne 4.
En 2015, ouvre le chantier de construction du prolongement nord-est de la ligne. La mise en service des, environs 14 km, de la section a lieu le 19 mars 2022, sept ans après 'ouverture du chantier, pour un coût de 1 400 milliards de wons. 

## Infrastructure

### Stations
| Code | Station                                  | Correspondance | Distance en km | Distance cumulée | Ville        | Arrondissement |
| ---- | ---------------------------------------- | -------------- | -------------- | ---------------- | ------------ | -------------- |
|      |                                          |                |                |                  |              |                |
| 405  | Jinjeop                                  |                | ---            | 0.0              | Namyangju-si |                |
| 406  | Onam                                     |                | 2,1            | 2,1              | Namyangju-si |                |
| 407  | Punghang (2026)                          |                | 2,6            | 4,7              | Namyangju-si |                |
| 408  | ByeollaeByeolgaram                       |                | 5,2            | 9,9              | Namyangju-si |                |
| 409  | Danggogae                                |                | 4,4            | 14,3             | Séoul        | Nowon-gu       |
| 410  | Sanggye                                  |                | 1.2            | 15,5             | Séoul        | Nowon-gu       |
| 411  | Nowon                                    |                | 1.0            | 16,5             | Séoul        | Nowon-gu       |
| 412  | Chang-dong                               |                | 1.4            | 17,9             | Séoul        | Dobong-gu      |
| 413  | Ssangmun                                 |                | 1.3            | 19,2             | Séoul        | Dobong-gu      |
| 414  | Suyu                                     |                | 1.5            | 20,7             | Séoul        | Gangbuk-gu     |
| 415  | Mia                                      |                | 1.4            | 22,1             | Séoul        | Gangbuk-gu     |
| 416  | Miasageori                               |                | 1.5            | 23,6             | Séoul        | Gangbuk-gu     |
| 417  | Gireum                                   |                | 1.3            | 24,9             | Séoul        | Seongbuk-gu    |
| 418  | Université des femmes Sungshin           |                | 1.4            | 26,3             | Séoul        | Seongbuk-gu    |
| 419  | Université de Hansung                    |                | 1.0            | 27,3             | Séoul        | Seongbuk-gu    |
| 420  | Hyehwa                                   |                | 0.9            | 28,2             | Séoul        | Jongno-gu      |
| 421  | Dongdaemun                               |                | 1.5            | 29,7             | Séoul        | Jongno-gu      |
| 422  | Parc culturel & historique de Dongdaemun |                | 0.7            | 30,4             | Séoul        | Jung-gu        |
| 423  | Chungmuro                                |                | 1.3            | 31,7             | Séoul        | Jung-gu        |
| 424  | Myeong-dong                              |                | 0.7            | 32,4             | Séoul        | Jung-gu        |
| 425  | Hoehyeon                                 |                | 0.7            | 33,1             | Séoul        | Jung-gu        |
| 426  | Gare de Séoul                            |                | 0.9            | 34,0             | Séoul        | Yongsan-gu     |
| 427  | Université des femmes Sookmyung          |                | 1.0            | 35,0             | Séoul        | Yongsan-gu     |
| 428  | Samgakji                                 |                | 1.2            | 36,2             | Séoul        | Yongsan-gu     |
| 429  | Sinyongsan                               |                | 0.7            | 36,9             | Séoul        | Yongsan-gu     |
| 430  | Ichon                                    |                | 1.3            | 38,2             | Séoul        | Yongsan-gu     |
| 431  | Dongjak                                  |                | 2.7            | 40,9             | Séoul        | Dongjak-gu     |
| 432  | Université de Chongshin                  |                | 1.8            | 42,7             | Séoul        | Dongjak-gu     |
| 433  | Sadang                                   |                | 1.1            | 43,8             | Séoul        | Dongjak-gu     |
| 434  | Namtaeryeong                             |                | 1.6            | 45,4             | Séoul        | Seocho-gu      |
| 435  | Seonbawi                                 |                | 2.0            | 47,4             | Gwacheon-si  |                |
| 436  | Seoul Racecourse Park                    |                | 1.0            | 48,4             | Gwacheon-si  |                |
| 437  | Grand parc de Séoul                      |                | 0.9            | 49,3             | Gwacheon-si  |                |
| 438  | Gwacheon                                 |                | 1.0            | 50,3             | Gwacheon-si  |                |
| 439  | Government Complex Gwacheon              |                | 1.0            | 51,3             | Gwacheon-si  |                |
| 440  | Indeogwon                                |                | 3.0            | 54,3             | Anyang-si    |                |
| 441  | Pyeongchon                               |                | 1.6            | 55,9             | Anyang-si    |                |
| 442  | Beomgye                                  |                | 1.3            | 57,2             | Anyang-si    |                |
| 443  | Geumjeong                                |                | 2.6            | 59,8             | Gunpo-si     |                |
| 444  | Sanbon                                   |                | 2.3            | 62,1             | Gunpo-si     |                |
| 445  | Surisan                                  |                | 1.1            | 63,2             | Gunpo-si     |                |
| 446  | Daeyami                                  |                | 2.6            | 65,8             | Gunpo-si     |                |
| 447  | Banwol                                   |                | 2.0            | 67,8             | Ansan-si     |                |
| 448  | Sangnoksu                                |                | 3.7            | 71,5             | Ansan-si     |                |
| 449  | Hanyang University at Ansan              |                | 1.5            | 73,0             | Ansan-si     |                |
| 450  | Jungang                                  |                | 1.6            | 74,6             | Ansan-si     |                |
| 451  | Gojan                                    |                | 1.4            | 76,0             | Ansan-si     |                |
| 452  | Choji                                    |                | 1.5            | 77,5             | Ansan-si     |                |
| 453  | Ansan                                    |                | 1.8            | 79,3             | Ansan-si     |                |
| 454  | Singiloncheon                            |                | 2.2            | 81,5             | Ansan-si     |                |
| 455  | Jeongwang                                |                | 2.9            | 84,4             | Siheung-si   |                |
| 456  | Oido                                     |                | 1.4            | 85,8             | Siheung-si   |                |
|      |                                          |                |                |                  |              |                |